# Petrykozy (województwo zachodniopomorskie)
Petrykozy (niem. Althof) – wieś w Polsce położona w województwie zachodniopomorskim, w powiecie kołobrzeskim, w gminie Rymań. Miejscowość wchodzi w skład sołectwa Jarkowo.
Według danych z 4 września 2013 r. Petrykozy miały 115 mieszkańców.

## Położenie
Wieś leży 1 km na zachód od drogi powiatowej Starnin - Byszewo. Przez wieś przepływa potok Lnianka.

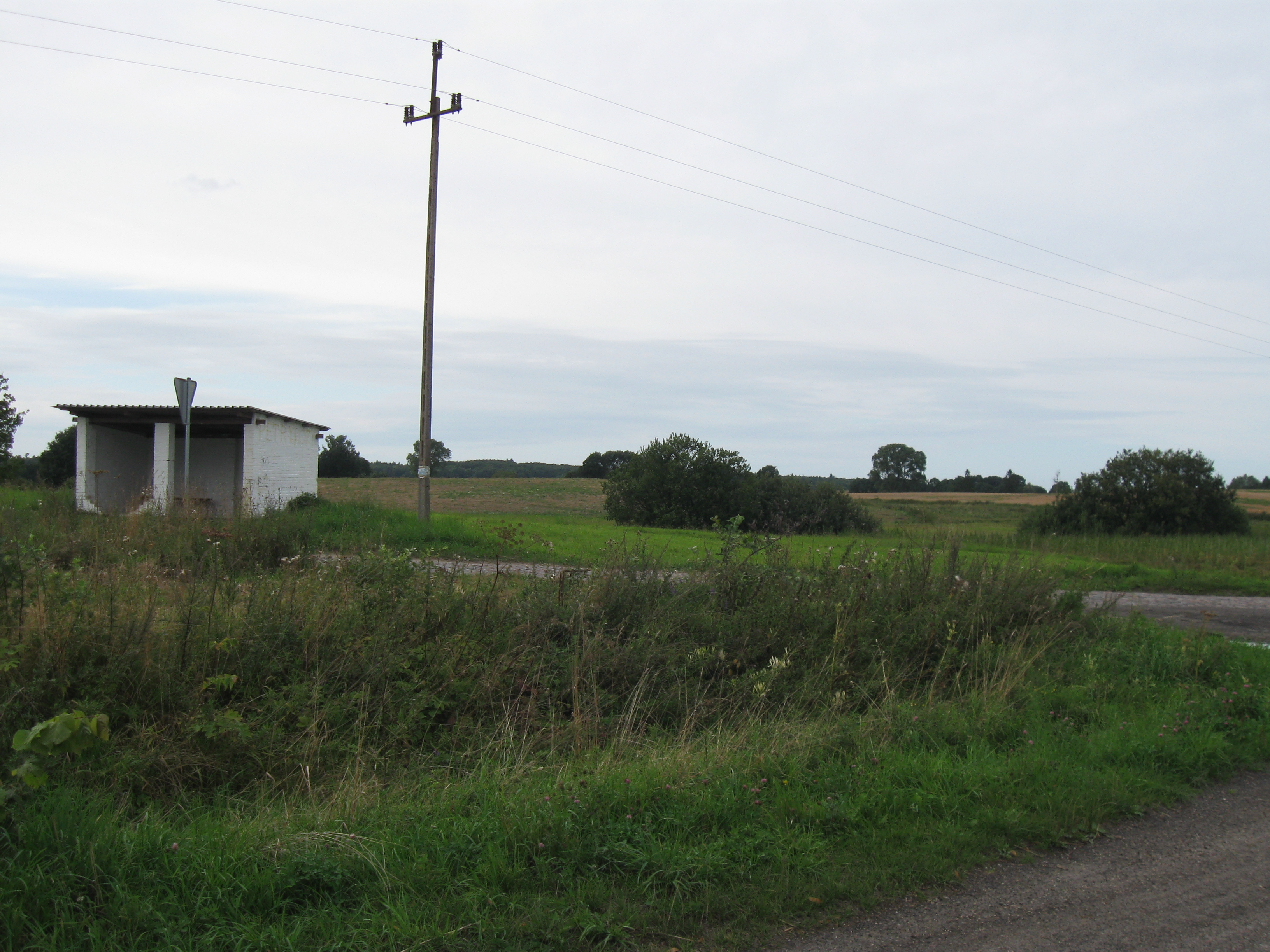
Skrzyżowanie do Petrykóz (ok. 1 km na wschód od wsi)

## Historia
Po raz pierwszy miejscowość wzmiankowana prawdopodobnie w dokumencie z 1276 r., kiedy to została założona przez niemieckich kolonistów. Pojawia się w 1618 r. na mapie Lubinusa jako Oldenhoff. W tym czasie Petrykozy były własnością rodu von Wachholz, który miał władać wsią aż do 3. ćwierci XIX w. Od 1648 r. wieś wchodziła w skład Brandenburgii, potem Prus i Niemiec. Osada należała do gminy (Gemainde - odpowiednik polskiego sołectwa) Świecie Kołobrzeskie i parafii ewangelickiej Gorawino. Od 1945 roku należy do Polski. W latach 1950–1998 miejscowość administracyjnie należała do województwa koszalińskiego.

## Transport
Kilometr na wschód od wsi znajduje się przystanek autobusowy, skąd można dojechać do Kołobrzegu i Rymania.